# 8494 Едпатвеґа
8494 Едпатвеґа (8494 Edpatvega) — астероїд головного поясу, відкритий 25 липня 1990 року.
Тіссеранів параметр щодо Юпітера — 3,333.